# آندره‌آ فاویلی

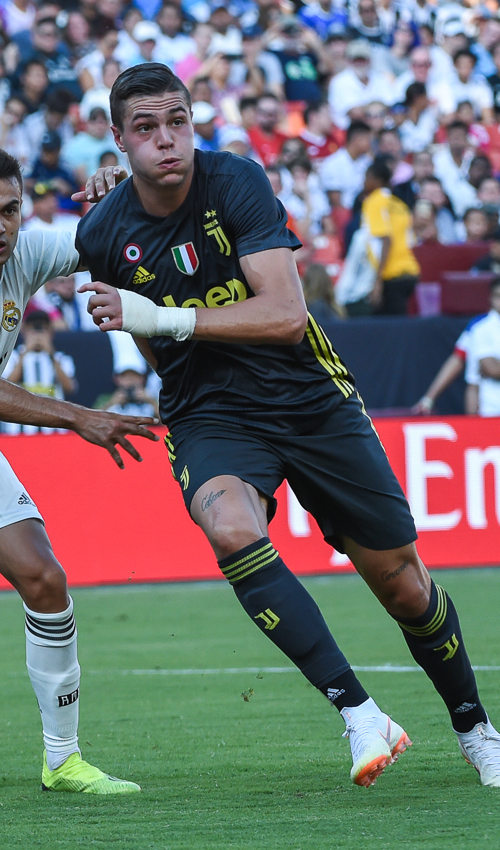
آندره‌آ فاویلی - ۲۰۱۸

آندره‌آ فاویلی (ایتالیایی: Andrea Favilli؛ زادهٔ ۱۷ مهٔ ۱۹۹۷) بازیکن فوتبال اهل ایتالیا است.

## باشگاهی
از باشگاه‌هایی که در آن بازی کرده‌است می‌توان به یوونتوس اشاره کرد.